# Сербри (Кентаки)
Сербри (енгл. Sebree) град је у америчкој савезној држави Кентаки.

## Демографија
По попису из 2010. године број становника је 1.603, што је 45 (2,9%) становника више него 2000. године.
| Група             | 2000.         | 2010.         |
| Белци             | 1.371 (88,0%) | 1.144 (71,4%) |
| Афроамериканци    | 10 (0,6%)     | 11 (0,7%)     |
| Азијати           | 0 (0,0%)      | 12 (0,7%)     |
| Хиспаноамериканци | 176 (11,3%)   | 404 (25,2%)   |
| Укупно            | 1.558         | 1.603         |